# Ribes lobbii
Ribes lobbii är en ripsväxtart som beskrevs av Asa Gray. Ribes lobbii ingår i släktet ripsar, och familjen ripsväxter. Inga underarter finns listade i Catalogue of Life.

## Bildgalleri

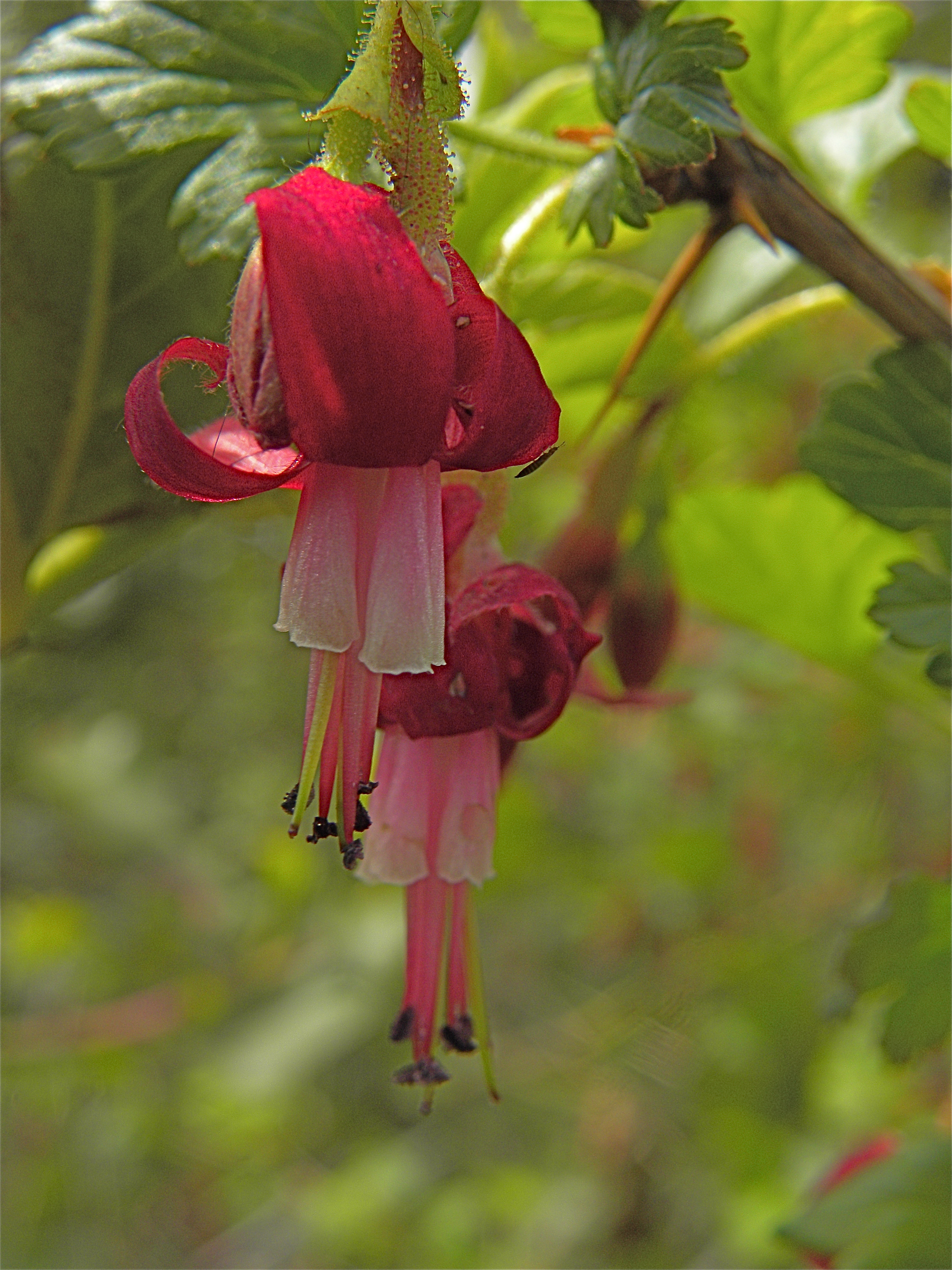